# چینه متیوس
چینه متیوس (انگلیسی: Cheyna Matthews؛ زادهٔ ۱۰ نوامبر ۱۹۹۳) بازیکن فوتبال اهل ایالات متحده آمریکا است.
از باشگاه‌هایی که در آن بازی کرده‌است می‌توان به باشگاه فوتبال اورنج کانتی بلوز و واشینگتن اسپیریت اشاره کرد.
وی همچنین در تیم‌های ملی فوتبال زیر ۲۳ سال زنان ایالات متحده آمریکا و زنان جامائیکا بازی کرده‌است.